# Holbach (Hohenstein)
Holbach ist ein Ortsteil der Gemeinde Hohenstein im Landkreis Nordhausen in Thüringen.

## Geografie
Das Dorf liegt südlich von Klettenberg. Die Bundesstraße 243 (Nordhausen – Herzberg am Harz) führt durch den Ort. Am westlichen Ortsende zweigt die L 2064 nach Süden ab, die schon nach 1,5 km beim Kuhberg (267,1 m ü. NN) auf die dort von Schiedungen nach Hohenstein führende L 1034 trifft und endet. Der Ort ist somit verkehrsmäßig gut angebunden.
Die Gemarkung ist kupiert und verkarstet sowie grundwasserfern. Der Ort wird vom Mühlgraben durchflossen, der etwa 1100 m weiter südöstlich in die Ichte mündet. Am nördlichen Ortsrand befindet sich das Hochwasserrückhaltebecken (HRB) Holbach. Die höchsten Erhebungen im Umkreis sind der Mühlberg (245,2 m ü. NN) im Norden, der Schalksberg (254 m ü. NN) im Westen und der Ichteberg (250,3 m ü. NN) im Süden.
Der Naturpark Südharz grenzt unmittelbar an den Ort, seine Südgrenze verläuft parallel zur B 243 und zum Weg nach Espenmühle.

## Geschichte
Der Name Holbach ist aus dem Wort Halebach entstanden. Der Bach nannte sich später Helebach, heute Mühlgraben. Der Name bedeutet der Fluss fließt in der Höhle, also versickert im verkarsteten Gestein. Erst bestand im Weiler nur ein Vasallensitz mit Gesindehäusern. Im Jahre 1093 wird das Dorf Holbikk oder Holbik genannt. Das Appellativum -bik bezieht sich wie -bach auf das hier verlaufende Gewässer.
Schon 1187 heißt der Ort Holbach, 1193 Holebach und 1214 Holebac, wie schriftlich überliefert ist. Während das Dorf 1226 einfach nur noch Hol hieß, wird der heutige Name ab 1322 verwendet. Der Ort ist vermutlich vor 1000 aus einem oder wenigen Einzelgehöften entstanden. Ohne einen Beleg dafür zu haben, dass der Ort schon 1093 bestand, beging man vom 4. bis 6. Juni 1993 die 900-Jahr-Feier.
Die barocke Fachwerkkirche wurde um 1745 unter Einbeziehung älterer Bausubstanz aus dem 13. Jahrhundert errichtet.
Nach Wolfgang Kahl war die urkundliche Ersterwähnung am 9. Januar 1152.
Die einstmals eigenständige Gemeinde Holbach gehörte von 1991 bis 1996 der Verwaltungsgemeinschaft Grenzland an. Mit der Auflösung dieser am 17. Oktober 1996 wurden die Mitgliedsgemeinden zur Gemeinde Hohenstein zusammengeschlossen.

## Sehenswürdigkeiten
- Die barocke Kirche St. Bartholomäus wurde mit ihrem Turm 1745 als Saalkirche erbaut. 1994 erhielt sie eine vergoldete Kugel mit Kreuz. Im Gotteshaus befindet sich das Erbbegräbnis der Besitzer des einstigen Rittergutes Klettenberg, der Herren von Zengen.[4]
- Das Schulgebäude neben der Kirche ist im Jahre 1794 erbaut worden. 1839 erfolgte eine Vergrößerung des Schulraums. Bis zum Jahre 1950 wurde Schulunterricht gehalten.